# Belgischer Fußballpokal 2010/11
Der Belgische Fußballpokal 2010/11 begann am 24. Juli 2010 mit den ersten Vorrundenspielen und endete am 21. Mai 2011 mit dem Finale in Brüssel. Insgesamt nahmen 294 Mannschaften teil. In den ersten beiden Runden spielten ausschließlich Vereine aus Spielklassen unterhalb der 3. Division. In der dritten Runde kamen die Vereine der 3. Division hinzu, in der vierten Runde die der 2. Division. Die Vereine der ersten Division starteten in der 6. Runde. Bis zum Achtelfinale wurden alle Begegnungen in nur einer Partie ausgespielt. Stand es nach 90 Minuten unentschieden, folgte eine Verlängerung und gegebenenfalls ein Elfmeterschießen. Im Viertel- und Halbfinale gab es ein Rückspiel. Hatten beide Mannschaften nach dem Rückspiel gleich viele Tore erzielt, galt die Auswärtstorregel, bei gleicher Anzahl auswärts erzielter Tore folgte eine Verlängerung und gegebenenfalls ein Elfmeterschießen. Das Finale fand im König-Baudouin-Stadion in Brüssel statt. Standard Lüttich wurde durch einen 2:0 gegen KVC Westerlo zum sechsten Mal belgischer Pokalsieger.

## 6. Runde
| Datum            |                    | Ergebnis                         |                        |
| ---------------- | ------------------ | -------------------------------- | ---------------------- |
| 26. Oktober 2010 | KV Kortrijk        | 2:1 n. V. (1:1, 0:1)             | Royal Excelsior Virton |
| 26. Oktober 2010 | RSC Charleroi      | 1:2 (1:0)                        | Waasland-Beveren       |
| 27. Oktober 2010 | KAA Gent           | 4:1 (2:0)                        | KVK Tienen             |
| 27. Oktober 2010 | VV Coxyde          | 0:3 (0:1)                        | KRC Genk               |
| 27. Oktober 2010 | KFC Lille          | 0:4 (0:2)                        | Cercle Brügge          |
| 27. Oktober 2010 | FC Brügge          | 3:1 (2:0)                        | Lommel United          |
| 27. Oktober 2010 | Lierse SK          | 4:0 (3:0)                        | FC Rupel Boom          |
| 27. Oktober 2010 | White Star Woluwe  | 2:1 (1:1)                        | SV Zulte-Waregem       |
| 27. Oktober 2010 | RFC Tournai        | 2:1 (1:0)                        | VV St. Truiden         |
| 27. Oktober 2010 | Standard Wetteren  | 2:4 n. V. (2:2, 1:1)             | SC Lokeren             |
| 27. Oktober 2010 | KVC Westerlo       | 2:0 (0:0)                        | KSV Roeselare          |
| 27. Oktober 2010 | KAS Eupen          | 2:1 (1:0)                        | KV Turnhout            |
| 27. Oktober 2010 | KRC Waregem        | 0:7 (0:3)                        | KV Mechelen            |
| 27. Oktober 2010 | Germinal Beerschot | 3:0 (2:0)                        | Eendracht Aalst        |
| 27. Oktober 2010 | URS Centre         | 2:2 n. V. (2:2, 2:1) (1:4 i. E.) | RSC Anderlecht         |
| 27. Oktober 2010 | Standard Lüttich   | 2:1 (1:1)                        | Royal Antwerpen        |

## Achtelfinale
| Datum             |                    | Ergebnis  |                  |
| ----------------- | ------------------ | --------- | ---------------- |
| 9. November 2010  | Standard Lüttich   | 2:1 (1:1) | KRC Genk         |
| 10. November 2010 | KAA Gent           | 3:1 (1:0) | KAS Eupen        |
| 10. November 2010 | KV Kortrijk        | 1:2 (0:0) | KV Mechelen      |
| 10. November 2010 | White Star Woluwe  | 1:0 (1:0) | SC Lokeren       |
| 10. November 2010 | KVC Westerlo       | 1:0 (0:0) | RSC Anderlecht   |
| 10. November 2010 | Cercle Brügge      | 3:1 (1:0) | Waasland-Beveren |
| 10. November 2010 | Lierse SK          | 4:1 (2:0) | RFC Tournai      |
| 10. November 2010 | Germinal Beerschot | 2:1 (0:1) | FC Brügge        |

## Viertelfinale
| Datum           |                    | Ergebnis  |                    |
| --------------- | ------------------ | --------- | ------------------ |
| 26. Januar 2011 | KVC Westerlo       | 1:2 (1:1) | Lierse SK          |
| 26. Januar 2011 | White Star Woluwe  | 0:2 (0:0) | KAA Gent           |
| 26. Januar 2011 | Cercle Brügge      | 2:0 (2:0) | Germinal Beerschot |
| 26. Januar 2011 | Standard Lüttich   | 2:0 (1:0) | KV Mechelen        |
| 2. März 2011    | Lierse SK          | 2:3 (1:1) | KVC Westerlo       |
| 2. März 2011    | KAA Gent           | 1:0 (1:0) | White Star Woluwe  |
| 2. März 2011    | Germinal Beerschot | 1:1 (0:0) | Cercle Brügge      |
| 2. März 2011    | KV Mechelen        | 1:4 (0:0) | Standard Lüttich   |

## Halbfinale
| Datum                  |              | Gesamt    |                  | Hinspiel  | Rückspiel |
| ---------------------- | ------------ | --------- | ---------------- | --------- | --------- |
| 16. März/6. April 2011 | KVC Westerlo | (a)3:3(a) | Cercle Brügge    | 0:0       | 3:3 (1:1) |
| 16. März/6. April 2011 | KAA Gent     | 3:4       | Standard Lüttich | 1:0 (1:0) | 2:4 (1:2) |

## Finale
Das Finale fand im König-Baudouin-Stadion in Brüssel statt.
| Datum        |                  | Ergebnis  |              |
| ------------ | ---------------- | --------- | ------------ |
| 21. Mai 2011 | Standard Lüttich | 2:0 (1:0) | KVC Westerlo |

Standard Lüttich wurde zum sechsten Mal belgischer Pokalsieger.